# Изгибающий момент
Изгибающий момент — момент внешних сил относительно нейтральной оси сечения балки или другого твёрдого тела.

## Основные понятия
Изгибающий момент вычисляется, как произведение приложенной статической силы (включая реакции опор) на кратчайшее расстояние от вектора этой силы до нейтральной оси сечения. Если таких сил несколько, то изгибающие моменты от каждой силы складываются с учётом знака. Отсюда понятно, что в каждом сечении тела изгибающие моменты могут различаться.
Для сечения, находящегося в равновесии, изгибающий момент равен моменту внутренних сил относительно нейтральной оси сечения. Внутренние силы можно представить, если мысленно удалить часть тела по одну сторону от сечения и заменить её внешними силами так, чтобы оставшаяся часть находилась в равновесии.
Если других воздействий нет (прямой чистый изгиб), то сечение при деформации изгиба остается плоским и поворачивается на малый угол. В реальности изгибающий момент часто сочетается со сдвигающими, растягивающими, крутящими и другими внешними силами.

## Использование в расчетах
Определение изгибающего момента является очень важным для расчета конструкций на прочность. При изгибающем воздействии часть стержня (волокна), расположенная по одну сторону от нейтральной оси, растягивается, а другая — сжимается. Наибольшие напряжения возникают в крайних волокнах стержня. Если они превышают прочность материала, конструкция разрушается. Связь между внутренними напряжениями и изгибающим моментом была впервые математически выражена Ш. Кулоном в 1773 году .

## Простейшие случаи вычисления изгибающего момента
Для консоли длиной l с нагрузкой P на конце консоли изгибающий момент увеличивается от нуля на конце консоли до P*l.
Для консоли, равномерно загруженной нагрузкой q, изгибающий момент увеличивается от нуля на конце консоли до q l2 / 2.
Для балки, изображенной на рисунке,
{\displaystyle M_{y}(x=l/2)=F/2\cdot l/2=Fl/4} .

## Виды изгибающих моментов
- Волновой изгибающий момент; определяется на миделе судна, находящегося на волне
- Положительный изгибающий момент; в машиностроении, динамике и прочности машин принято считать положительным момент на сжатых волокнах балки, в строительной механике — на растянутых. Связано это с тем, что бетон примерно в 50 раз прочнее на сжатие, чем на растяжение.
- Отрицательный изгибающий момент